# Carlos Vicens
Juan Carlos Vicens Gómez (Colònia de Sant Jordi, Baleares, 12 de febrero de 1983), más conocido como Carlos Vicens, es un entrenador de fútbol español. Actualmente dirige al S. C. Braga de la Primeira Liga de Portugal.
Es licenciado en Economía por la Universidad de las Islas Baleares (2008). Durante sus estudios, cursó el último año académico (2007-08) en la Universidad de Texas en Austin, de Estados Unidos.
En el año 2012 obtuvo la licencia UEFA Pro.
Entre 2017 y 2018 realizó el Máster Profesional en Fútbol del Barça Innovation Hub, organizado por el F. C. Barcelona y el INEF de Barcelona. A su vez, durante 2018 cursó el Post-Graduation in High Performance in Football Coaching en la Universidad de Lisboa (Portugal).

## Trayectoria

### Como futbolista

#### Categorías inferiores
Jugó en los equipos de su localidad natal, la U. D. Colonia y el C. D. Las Salinas, hasta que entró en las categorías inferiores del R. C. D. Mallorca a los catorce años, previo paso por el equipo infantil de La Salle. Estuvo vinculado al Mallorca durante seis temporadas (1997-2003) en las que consiguió el campeonato de Baleares cadete, el subcampeonato de la Copa del Rey juvenil (2002) y el campeonato de España sub-18 con la Selección Balear (2001). Coincidió allí con jugadores como Miguel Ángel Moyá, Víctor Casadesús, Iván Ramis o Albert Riera.

#### Tercera División
Su progresión le llevó a formar parte en 2002 del C. D. Ferriolense, antesala del equipo filial del R. C. D. Mallorca. Sin embargo, no consiguió dar el salto al segundo equipo bermellón y permaneció jugando en diferentes equipos de la Tercera División Balear como el C. D. Santañí (2003-2005), el Atlético Baleares (2005-06) o el C. D. Cala d’Or (2006-07).

#### Estados Unidos
Durante su estancia formativa en Austin, Texas, donde realizó el último curso de sus estudios universitarios de Economía, entró en el equipo de fútbol de la universidad, donde consiguió ganar el campeonato de su conferencia y acudir a los campeonatos nacionales. Su buen hacer en el equipo hizo que una nueva franquicia de fútbol recién llegada a la ciudad, la de los Austin Aztex, se fijara en él. Tras firmar por el nuevo equipo, entrenado por Adrian Heath y Wolfgang Sunholz, consiguió ganar la Liga PDL del sur de Estados Unidos y llegar a disputar las semifinales nacionales. Fue elegido Club Man of the Year 2008.

#### Retirada
Tras regresar de Estados Unidos a España, jugó dos temporadas más (2008-2010) en el C. E. Campos de la Tercera División Balear al tiempo que realizó los cursos de entrenador. Con tan solo 27 años y debido a una lesión de la que no conseguía recuperarse, decidió acabar su trayectoria como jugador y emprender su carrera como entrenador.

### Como entrenador

#### Las Salinas
Su primera experiencia como técnico fue con el primer equipo del C. D. Las Salinas en 2010. Por entonces, militaba en la Tercera Regional de Mallorca, de la que fue campeón. La temporada siguiente, la 2011-12, se proclamó campeón de la Segunda Regional. Y en el ejercicio posterior, el 2012-13, consiguió mantener al equipo en la Primera Regional de Mallorca. En verano de 2013 recibió la llamada del C. D. Santañí, que militaba en la Tercera División Balear; la cuarta categoría del fútbol español.

#### Santañí
Tras atravesar problemas económicos, no consiguió salvar la categoría y descendió a Preferente en su primera temporada. Sin embargo, el Santañí apostó por renovar su contrato en 2014. Las dos siguientes campañas clasificó al equipo para los play-offs de ascenso.

#### Llosetense
Compaginó su última temporada dirigiendo al C. D. Santañí (2015-16) con su labor como segundo entrenador del C. D. Llosetense, dirigido por Nico López y recién ascendido entonces a la Segunda División B. Descendieron, pero fueron renovados para dirigir al equipo en Tercera División durante la siguiente temporada (2016-17) en la que, con un quinto puesto, se quedaron a la puertas de disputar los play-offs de ascenso.

#### Manchester City
Tras estar a punto de volver a dirigir en la Tercera División de España, le llegó la oportunidad de ser segundo entrenador de uno de los equipos de la cantera del Manchester City durante la temporada 2017-18. El club sky blue le ofreció después un contrato de dos años como segundo entrenador del equipo sub-18, dirigido por el exjugador Gareth Taylor. Siendo asistente, el Manchester City sub-18 se proclamó campeón de la Premier League Cup de la categoría en 2019 y 2020. También fue campeón de la Premier League sub-18 en 2020.
Tras la marcha de Taylor, el Manchester City decidió ofrecerle el cargo para dirigir al equipo sub-18 durante la temporada 2020-21. Como primer técnico del juvenil citizen, ganó la FA Youth Cup, la U18 Premier League North y el U18 National Champions.
Por sus equipos pasaron jugadores como Eric García, Tommy Doyle, Liam Delap, Cole Palmer, James McAtee, Taylor Harwood-Bellis, Callum Doyle, Romeo Lavia, Sam Edozie o Luke Mbete entre otros.
Tras dirigir al equipo sub-18, en junio de 2021 el Manchester City decidió ascenderlo a entrenador asistente en el cuerpo técnico del primer equipo de Pep Guardiola.

#### Heracles Almelo
El 6 de mayo de 2022, fue nombrado entrenador del Heracles Almelo de los Países Bajos para las 2 siguientes temporadas. Sin embargo, en la fase final de la temporada 2021-22, el equipo descendió de la Eredivisie y se terminó cayendo su arribo al club neerlandés por lo que permaneció como segundo entrenador de Guardiola en el Manchester City.

#### S. C. Braga
El 28 de mayo de 2025, fue oficializado como técnico del S. C. Braga y firmó un contrato por tres temporadas.

## Estadísticas como entrenador
| Equipo         | Div.  | Temporada | Liga  | Liga | Liga | Liga | Liga |       | Copa | Copa | Copa | Copa  |   | Internacional | Internacional | Internacional | Internacional | Internacional |   | Otros | Otros | Otros | Otros |   | Totales     | Totales | Totales | Totales | Totales | Totales | Totales | Totales |
| Equipo         | Div.  | Temporada | Part. | G    | E    | P    | Pos. | Part. | G    | E    | P    | Part. | G | E             | P             | Pos.          | Part.         | G             | E | P     | Part. | G     | E     | P | Rendimiento | GF      | GC      | Dif.    |         |         |         |         |
| -------------- | ----- | --------- | ----- | ---- | ---- | ---- | ---- | ----- | ---- | ---- | ---- | ----- | - | ------------- | ------------- | ------------- | ------------- | ------------- | - | ----- | ----- | ----- | ----- | - | ----------- | ------- | ------- | ------- | ------- | ------- | ------- | ------- |
| Braga Portugal | 1.ª   | 2025-26   | 2     | 2    | 0    | 0    | -    | 0     | 0    | 0    | 0    | 4     | 3 | 1             | 0             | -             | -             | -             | - | -     | 6     | 5     | 1     | 0 | 88.89%      | 11      | 1       | +10     |         |         |         |         |
| Braga Portugal | Total | Total     | 2     | 2    | 0    | 0    | -    | 0     | 0    | 0    | 0    | 4     | 3 | 1             | 0             | -             | -             | -             | - | -     | 6     | 5     | 1     | 0 | 88.89%      | 11      | 1       | +10     |         |         |         |         |
| 1. 2.          |       |           |       |      |      |      |      |       |      |      |      |       |   |               |               |               |               |               |   |       |       |       |       |   |             |         |         |         |         |         |         |         |

### Resumen por competiciones
| Competición                 | Partidos | Ganados | Empatados | Perdidos | %      | Resultado   |
| --------------------------- | -------- | ------- | --------- | -------- | ------ | ----------- |
| Primeira Liga               | 2        | 2       | 0         | 0        | 100%   | En disputa  |
| Copa de Portugal            | 0        | 0       | 0         | 0        | 0%     | En disputa  |
| Copa de la Liga de Portugal | 0        | 0       | 0         | 0        | 0%     | En disputa  |
| Liga Europa de la UEFA      | 4        | 3       | 1         | 0        | 83.33% | En disputa  |
| TOTAL                       | 6        | 5       | 1         | 0        | 88.89% | Sin Títulos |

## Palmarés como entrenador
| Título                       | Club                   | País       | Año     |
| ---------------------------- | ---------------------- | ---------- | ------- |
| Tercera Regional de Mallorca | C. D. Las Salinas      | España     | 2010-11 |
| Segunda Regional de Mallorca | C. D. Las Salinas      | España     | 2011-12 |
| FA Youth Cup                 | Manchester City sub-18 | Inglaterra | 2020-21 |
| U18 Premier League North     | Manchester City sub-18 | Inglaterra | 2020-21 |
| U18 National Champions       | Manchester City sub-18 | Inglaterra | 2020-21 |